# Kawagoe-Linie
| Triebzug der Baureihe E233 bei Nishi-Ōmiya |                   |                               |                               |
| |                   |                               |                               |
| Streckenlänge: | 30,6 km           |                               |                               |
| Spurweite: | 1067 mm (Kapspur) |                               |                               |
| Stromsystem: | 1500 V =          |                               |                               |
| Streckengeschwindigkeit: | 95 km/h           |                               |                               |
| Zweigleisigkeit: | Ōmiya – Nisshin   |                               |                               |
| |                   |                               |                               |
| Gesellschaft: | JR East           |                               |                               |
| \| \| \| ↑ Saikyō-Linie \| 1985– \| \| \| \| ← Keihin-Tōhoku-Linie 1932– \| \| \| \| \| → Seibu Ōmiya-Linie 1906–1941 \| \| \| \| 0,0 \| Ōmiya (大宮) 1883– \| Ōmiya (大宮) 1883– \| \| \| \| ← Tōbu Urban Park Line 1929– \| \| \| \| \| ←↑ Tōhoku-Hauptlinie 1885– \| \| \| \| \| ←↑ Tōhoku-Shinkansen 1982– \| \| \| \| \| ← New Shuttle 1983– \| \| \| \| \| ← Takasaki-Linie 1883– \| \| \| \| 3,7 \| Nisshin (日進) \| 1940– \| \| \| \| Kamo-gawa \| \| \| \| 6,3 \| Nishi-Ōmiya (西大宮) \| 2009– \| \| \| 7,7 \| Sashiōgi (指扇) \| 1940– \| \| \| \| ↔ Seibu Ōmiya-Linie \| 1906–1941 \| \| \| \| Arakawa \| \| \| \| \| \| \| \| \| \| Depot Kawagoe \| \| \| \| \| \| \| \| \| 12,4 \| Minami-Furuya (南古谷) \| 1940– \| \| \| \| ↔ Tōbu Tōjō-Hauptlinie \| 1914– \| \| \| 16,1 \| Kawagoe (川越) \| 1915– \| \| \| \| ↔ Seibu Shinjuku-Linie \| 1894– \| \| \| 18,7 \| Nishi-Kawagoe (西川越) \| 1940– \| \| \| \| Iruma-gawa \| \| \| \| 20,9 \| Matoba (的場) \| 1940– \| \| \| \| Kan’etsu-Autobahn \| \| \| \| 23,8 \| Kasahata (笠幡) \| 1940– \| \| \| \| Ken-Ō-Autobahn \| \| \| \| 27,0 \| Musashi-Takahagi \| Musashi-Takahagi \| \| \| \| (武蔵高萩) \| 1940– \| \| \| \| ←↓ Hachikō-Linie \| 1933– \| \| \| 30,6 \| Komagawa (高麗川) \| 1933– \| |                   |                               |                               |
| Strecke |                   | ↑ Saikyō-Linie                | 1985–                         |
| Strecke von halbrechts · Strecke · Tunnelanfang · Strecke |                   | ← Keihin-Tōhoku-Linie 1932–   | ← Keihin-Tōhoku-Linie 1932–   |
| Strecke · Strecke · Strecke (im Tunnel) · Strecke · U-Bahn-Kopfbahnhof Streckenanfang und quer (Strecke außer Betrieb) |                   | → Seibu Ōmiya-Linie 1906–1941 | → Seibu Ōmiya-Linie 1906–1941 |
| | 0,0               | Ōmiya (大宮) 1883–            | Ōmiya (大宮) 1883–            |
| Strecke nach rechts · Strecke · Tunnelende · Strecke · U-Bahn-Strecke |                   | ← Tōbu Urban Park Line 1929–  | ← Tōbu Urban Park Line 1929–  |
| Strecke quer · Abzweig geradeaus und nach rechts · Strecke · Strecke |                   | ←↑ Tōhoku-Hauptlinie 1885–    | ←↑ Tōhoku-Hauptlinie 1885–    |
| Strecke quer · Kreuzung geradeaus unten · Kreuzung geradeaus unten · Strecke nach rechts |                   | ←↑ Tōhoku-Shinkansen 1982–    | ←↑ Tōhoku-Shinkansen 1982–    |
| U-Bahn-Strecke quer · Kreuzung mit U-Bahn geradeaus unten · Kreuzung mit U-Bahn geradeaus unten · U-Bahn-Strecke quer · U-Bahn-Strecke nach rechts |                   | ← New Shuttle 1983–           | ← New Shuttle 1983–           |
| Strecke quer · Strecke nach rechts · Strecke |                   | ← Takasaki-Linie 1883–        | ← Takasaki-Linie 1883–        |
| Bahnhof | 3,7               | Nisshin (日進)                | 1940–                         |
| Brücke über Wasserlauf |                   | Kamo-gawa                     | Kamo-gawa                     |
| Bahnhof | 6,3               | Nishi-Ōmiya (西大宮)          | 2009–                         |
| Bahnhof | 7,7               | Sashiōgi (指扇)               | 1940–                         |
| Kreuzung mit U-Bahn (Querstrecke außer Betrieb) |                   | ↔ Seibu Ōmiya-Linie           | 1906–1941                     |
| Brücke über Wasserlauf |                   | Arakawa                       | Arakawa                       |
| |                   |                               |                               |
| Strecke · Blockstelle |                   | Depot Kawagoe                 | Depot Kawagoe                 |
| |                   |                               |                               |
| Bahnhof | 12,4              | Minami-Furuya (南古谷)        | 1940–                         |
| Strecke von links · Kreuzung geradeaus unten |                   | ↔ Tōbu Tōjō-Hauptlinie        | 1914–                         |
| | 16,1              | Kawagoe (川越)                | 1915–                         |
| Kreuzung geradeaus oben · Kreuzung geradeaus oben |                   | ↔ Seibu Shinjuku-Linie        | 1894–                         |
| Strecke nach rechts · Haltepunkt / Haltestelle | 18,7              | Nishi-Kawagoe (西川越)        | 1940–                         |
| Brücke über Wasserlauf |                   | Iruma-gawa                    | Iruma-gawa                    |
| Bahnhof | 20,9              | Matoba (的場)                 | 1940–                         |
| |                   | Kan’etsu-Autobahn             |                               |
| Haltepunkt / Haltestelle | 23,8              | Kasahata (笠幡)               | 1940–                         |
| |                   | Ken-Ō-Autobahn                |                               |
| Bahnhof | 27,0              | Musashi-Takahagi              | Musashi-Takahagi              |
| Strecke |                   | (武蔵高萩)                    | 1940–                         |
| Abzweig geradeaus und von rechts |                   | ←↓ Hachikō-Linie              | 1933–                         |
| Bahnhof | 30,6              | Komagawa (高麗川)             | 1933–                         |

Die Kawagoe-Linie (jap. 川越線, Kawagoe-sen) ist eine Eisenbahnstrecke auf der japanischen Insel Honshū, die von der Bahngesellschaft JR East betrieben wird. In der Präfektur Saitama verbindet sie den zur Stadt Saitama gehörenden Bezirk Ōmiya mit den Städten Kawagoe und Hidaka. Betrieblich ist sie mit der Saikyō-Linie in Richtung Tokio verbunden.

## Streckenbeschreibung
Die in Kapspur (1067 mm) verlegte Strecke ist mit 1500 V Gleichspannung elektrifiziert. Sie bedient elf Bahnhöfe, die zulässige Höchstgeschwindigkeit beträgt 95 km/h. Der östliche Ausgangspunkt ist der Bahnhof Ōmiya, der bedeutendste Verkehrsknotenpunkt der Präfektur Saitama, wo Anschluss an ein Dutzend weitere Linien besteht (unter anderem sämmtliche Shinkansen-Linien in den Norden des Landes). Zunächst ist die Strecke zweigleisig und verläuft nordwärts parallel zur Utsunomiya-Linie. Nach etwa zweieinhalb Kilometern zweigt sie nach Westen ab und erreicht den Bahnhof Nisshin, wo der eingleisige Abschnitt beginnt. Nach der Überbrückung des Arakawa kreuzt sie im namensgebenden Bahnhof Kawagoe die Tōbu Tōjō-Hauptlinie. Sie überquert den Iruma und folgt anschließend dem Kozue-Tal bis zur westlichen Endstation Komagawa, wo sie auf die Hachikō-Linie trifft.

## Zugangebot
Betrieblich ist die Kawagoe-Linie in zwei Sektionen geteilt; mit Ausnahme einzelner Ein- und Ausrückfahrten zum Depot bei Minami-Furuya ist der in Streckenmitte gelegene Bahnhof Kawagoe sowohl von Westen als auch von Osten her die Endstation. Die Ostsektion zwischen Kawagoe und Ōmiya wird als Verlängerung der Saikyō-Linie ins Stadtzentrum von Tokio betrieben, mit drei bis vier Zügen je Stunde. Während sie auf der Kawagoe-Linie an allen Bahnhöfen halten, verkehren sie ab Ōmiya als beschleunigte Eilzüge über Akabane und Shinjuku nach Ōsaki, wo sie auf die Rinkai-Linie nach Shin-Kiba weitergeleitet werden. Im Nahverkehr ist hingegen Umsteigen erforderlich. Vereinzelte Züge fahren ab Ōsaki weiter über die Hinkaku-Linie und die Sōtetsu-Hauptlinie nach Ebina. Auf der Westsektion zwischen Kawagoe und Komagawa fahren Nahverkehrszüge zwei- bis dreimal stündlich. Rund die Hälfte davon fährt weiter auf der Hachikō-Linie nach Hachiōji. Bei Störungen können die Zugläufe in Komagawa getrennt werden.

## Geschichte

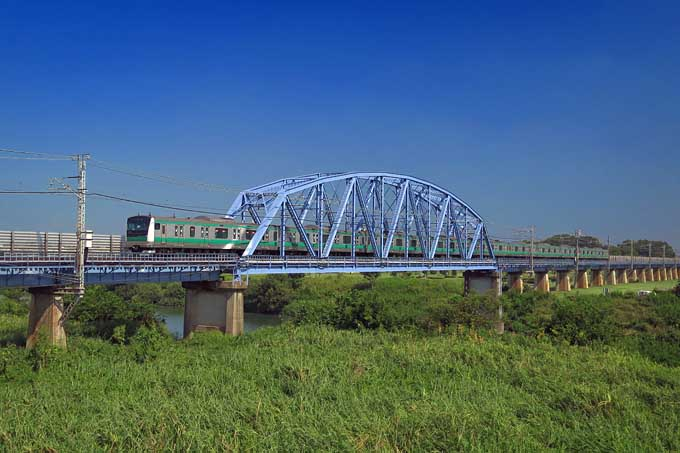
Brücke über den Arakawa

Beim Inkrafttreten des revidierten Eisenbahnbaugesetzes im Jahr 1922 war im rechtsverbindlichen Anhang keine Strecke aufgeführt, die der heutigen Kawagoe-Linie entspricht. Eine solche kam 1934 hinzu, als die Armee die strategische Bedeutung einer Verbindung zwischen der Tōhoku-Hauptlinie und der Tōkaidō-Hauptlinie erkannte, die das Zentrum von Tokio umgeht. 1940 stellte das Eisenbahnministerium die gesamte Kawagoe-Linie in wenigen Monaten fertig und eröffnete sie am 22. Juli. Auf der parallel verlaufenden Seibu Ōmiya-Linie, einer seit 1906 bestehenden Überlandstraßenbahn zwischen Ōmiya und Kawagoe, ging der Verkehr daraufhin so stark zurück, dass der Betrieb noch im Dezember 1940 eingestellt werden musste.
Ab den 1960er Jahren verzeichnete die Kawagoe-Linie aufgrund der enormen Suburbanisierung einen raschen Anstieg der Fahrgastzahlen. 1980 gründeten die Städte und Gemeinden entlang der Strecke eine Fördergemeinschaft, die sich für die Elektrifizierung und den zweigleisigen Ausbau einsetzte. Das Anliegen ging weitgehend in Erfüllung. Die Japanische Staatsbahn elektrifizierte die gesamte Strecke und verlegte zwischen Ōmiya und Nisshin ein zusätzliches Gleis. Außerdem errichtete sie beim Bahnhof Minami-Furuaya ein neues Depot. Nach Abschluss dieser Arbeiten nahm sie am 30. September 1985 den elektrischen Verkehr auf und verknüpfte den Abschnitt östlich von Kawagoe betrieblich mit der am selben Tag eröffneten Saikyō-Linie, womit nun umsteigefreie Verbindungen nach Tokio möglich waren. Im Rahmen der Staatsbahnprivatisierung ging die Strecke am 1. April 1987 in den Besitz der neuen Gesellschaft JR East über, gleichzeitig wurde der Güterverkehr eingestellt.
Der umsteigefreie Durchgangsverkehr zwischen Kawagoe und Hachiōji begann am 16. März 1996, nachdem der südliche Abschnitt der Hachikō-Linie zwischen Komagawa und Hachiōji ebenfalls elektrifiziert worden war. Durch die Verknüpfung der Saikyō-Linie mit der Rinkai-Linie war es ab dem 1. Dezember 2002 möglich, ohne Umsteigen von Kawagoe nach Shin-Kiba zu fahren. Am 30. November 2019 kamen durch die Verknüpfung mit der Sōtetsu-Hauptlinie auch einzelne Direktverbindungen nach Ebina hinzu.

## Liste der Bahnhöfe
| Name                        | km   | Anschlusslinien | Lage   | Ort               |
| --------------------------- | ---- | --- | ------ | ----------------- |
| Ōmiya (大宮)                | 00,0 | Tōhoku-Shinkansen Akita-Shinkansen Yamagata-Shinkansen Jōetsu-Shinkansen Hokuriku-Shinkansen Tōhoku-Hauptlinie (Utsunomiya-Linie) Keihin-Tōhoku-Linie Saikyō-Linie Shōnan-Shinjuku-Linie Takasaki-Linie Tōbu Urban Park Line New Shuttle | Koord. | Ōmiya-ku, Saitama |
| Nisshin (日進)              | 03,7 | | Koord. | Kita-ku, Saitama  |
| Nishi-Ōmiya (西大宮)        | 06,3 | | Koord. | Nishi-ku, Saitama |
| Sashiōgi (指扇)             | 07,7 | | Koord. | Nishi-ku, Saitama |
| Minami-Furuya (南古谷)      | 12,4 | | Koord. | Kawagoe           |
| Kawagoe (川越)              | 16,1 | Tōbu Tōjō-Hauptlinie | Koord. | Kawagoe           |
| Nishi-Kawagoe (西川越)      | 18,7 | | Koord. | Kawagoe           |
| Matoba (的場)               | 20,9 | | Koord. | Kawagoe           |
| Kasahata (笠幡)             | 23,8 | | Koord. | Kawagoe           |
| Musashi-Takahagi (武蔵高萩) | 27,0 | | Koord. | Hidaka            |
| Komagawa (高麗川)           | 30,6 | Hachikō-Linie | Koord. | Hidaka            |